# Scherrer (Familienname)
Scherrer ist ein deutscher Familienname.

## Herkunft und Bedeutung
Scherrer ist ein Berufsname für einen für einen Bartscherer oder Barbier.

## Varianten
- Scheerer, Scheerers, Schehrer, Scherer, Scherers, Scherrers

## Namensträger
- Albert Scherrer (1908–1986), Schweizer Automobilrennfahrer
- Alice Scherrer-Baumann (* 1947), Schweizer Politikerin
- Andy Scherrer (1946–2019), Schweizer Jazzsaxofonist
- Anton Scherrer (* 1942), Schweizer Manager
- Barbara Scherrer (* um 1963), deutsche Hörfunkmoderatorin
- Benno Scherrer (* 1965), Schweizer Politiker (GLP)
- Chiara Scherrer (* 1996), Schweizer Hindernisläuferin
- Christian Scherrer (* 1970), Schweizer Segler, Trainer, Manager und Redner
- Christina Scherrer (* 1987), österreichische Schauspielerin und Sängerin
- Christoph Scherrer (* 1956), deutscher Politologe
- Eduard Scherrer (Politiker) (1862–1947), Schweizer Jurist und Politiker
- Eduard Scherrer (Bobfahrer) (1890–1972), Schweizer Bobfahrer
- Franz Scherrer (1872–1935), deutscher Kaufmann
- Georg Kaspar Scherrer (1757–1821), Schweizer Theologe und Antistes des Kantons St. Gallen
- Gerhard Scherrer (1936–2014), deutscher Ökonom
- Günter Scherrer (* 1941), deutscher Koch
- Gustav Scherrer (1816–1892), Schweizer Historiker und Bibliothekar
- Guy Scherrer (1943–2015), französischer Manager und Sportfunktionär
- Hans-Peter Scherrer (1929–2017), deutscher Verlagsmanager (Springer)
- Hans-Ulrich Scherrer (* 1942), Schweizer Berufsoffizier
- Hedwig Scherrer (1878–1940), Schweizer Künstlerin
- Heinrich Scherrer (Politiker) (1847–1919), Schweizer Jurist und Politiker
- Heinrich Scherrer (Musiker) (1865–1937), deutscher Musiker, Komponist und Dirigent
- Iris Scherrer (* 1990), Schweizer Unihockeyspielerin
- Jan Scherrer (* 1994), Schweizer Snowboarder
- Jean Scherrer (Mediziner) (1917–2007), französischer Mediziner und Physiologe
- Jean-Claude Scherrer (* 1978), Schweizer Tennisspieler
- Jean-Jacques Scherrer (1855–1916), französischer Maler elsässischer Herkunft
- Jean-Louis Scherrer (1935–2013), französischer Modedesigner
- Josef Scherrer (1908–1989), österreichischer Politiker (ÖVP)
- Jürg Scherrer (* 1947), Schweizer Politiker (FPS)
- Jutta Scherrer (* 1942), deutsch-französische Osteuropahistorikerin
- Karin Scherrer Reber (* 1970), Schweizer Juristin
- Karl Scherrer (1892–1970), Schweizer Architekt
- Kurt Scherrer (1904–1985), deutscher Unternehmer
- Manfred Scherrer (* 1940), deutscher Politiker (SPD)
- Marc Scherrer (* 1986), Schweizer Politiker (CVP)
- Max Scherrer (1923–1998), Schweizer Arzt und Pneumologe
- Patrick Scherrer (* 1986), österreichischer Fußballspieler
- Paul Scherrer (Politiker) (1862–1935), Schweizer Politiker
- Paul Scherrer (1890–1969), Schweizer Physiker
- Paul Scherrer (Bibliothekar) (1900–1992), Schweizer Bibliothekar
- Peter Scherrer (* 1958), österreichischer Klassischer und Provinzialrömischer Archäologe
- Ralf Scherrer (* 1959), deutscher Künstler
- Reto Scherrer (* 1975), Schweizer Radiomoderator
- Rudolf Scherrer (1902–1969), österreichischer Bildhauer und Schuldirektor
- Theodor Scherrer, Schweizer Politiker, Regierungsrat Schaffhausen
- Thierry Scherrer (* 1959), französischer Geistlicher, Bischof von Perpignan-Elne
- Werner Scherrer (1930–2024), Schweizer Politiker und Parteigründer der Eidgenössisch-Demokratischen Union